# Gerhard Butke
Gerhard Butke (* 1952 in Wengsel, Landkreis Grafschaft Bentheim) ist ein deutscher Schriftsteller und Lyriker.
Butke besitzt ein Ingenieursdiplom des Landmaschinenbaus und arbeitet als Lehrer an der Haupt- und Realschule Nordhorn-Süd.
Sein literarisches Schaffen umfasst Lyrik, Prosa und Theaterstücke, darunter auch viele Werke in niederdeutscher Sprache. Er veröffentlicht monographisch, aber auch in Zeitungen, Anthologien und Jahrbüchern. Butke ist Mitglied im Freien Deutschen Autorenverband, im Schrieverkring Weser-Ems, in der Bevensen-Tagung und in der Gesellschaft für zeitgenössische Lyrik.
Er ist verheiratet und hat 3 Kinder.

## Werke
Niederdeutsch
- Wat ik Di aal noch seggen woll: 51 Gedichte op Groafschopper Platt – Nordhorn-Hestrup: Selbstverlag
- Gurkenschloat un Wostebroad: Plattdeutsches Lustspiel in drei Akten – Westoverledingen: Ostfriesischer Theaterverlag, 1985
- Brutus kann 't nich loaten: Plattdeutsches Lustspiel in drei Akten – Westoverledingen: Ostfriesischer Theaterverlag 1988
- Hermann un denn Bio-Tick: Plattdeutsches Lustspiel in vier Akten – Westoverledingen: Ostfriesischer Theaterverlag, 1993
- Tröpfchens Reise zur Erde: Kinderbuch in hochdeutscher und niederdeutscher Sprache – Leer: Hebus-Verlag, 2007
- Dörnbusch bin ik – Lyrik in plattdeutscher und hochdeutscher Sprache, Vechta: Geest Verlag, 2009

Hochdeutsch
- Wilde Margeriten: Kurzprosa und Lyrik – Leer: Hebus-Verlag, 2001
- Tröpfchens Reise zur Erde: Kinderbuch in hochdeutscher und niederdeutscher Sprache – Leer: Hebus-Verlag, 2007
- Dörnbusch bin ik – Lyrik in plattdeutscher und hochdeutscher Sprache, Vechta: Geest Verlag, 2009

Andere Medien
- Talk up Platt: 2 Gedichte vertont vom Duo Meyer & Quast, Bad Bentheim, 1983, NDR
- Platzkonzert: 1 Gedicht vertont von Hartmut Meyer, 1984, NDR
- Unse aule Platt: Kurzgeschichte vom Autor gelesen – Heimatverein der Grafschaft Bentheim, 1996 – CD
- Sömmertiet: Kurzgeschichte vom Autor gelesen – Borsla, Vereinigung für
- Niederdeutsche Sprache und Literatur, 2003 – CD
- Stickelplatt: Kurzgeschichte vom Autor gelesen – Schrieverkring Weser-Ems, 2004 – CD